# Kratesipolis
Kratesipolis (altgriechisch Κρατησίπολις Kratēsípolis; † nach 307 v. Chr.) war eine makedonische Adlige in der Zeit der Diadochenkriege des 4. vorchristlichen Jahrhunderts. Sie war verheiratet mit Alexandros, dem Sohn des Regenten des Alexanderreichs, Polyperchon.
Im Jahr 314 v. Chr., während des zweiten Diadochenkrieges, verriet Alexandros seinen Vater und ging zu dessen Feind Kassander über. Aber schon kurz darauf wurde Alexandros von eigenen Anhängern aus Sikyon ermordet, die darauf hofften, damit die Unabhängigkeit ihrer Polis erreichen zu können. Kratesipolis aber eroberte mit Unterstützung der von ihr gut versorgten und daher zu ihr loyalen Truppen die Stadt und übte Vergeltung, indem sie dreißig Rädelsführer der Revolte kreuzigen ließ.
Danach herrschte Kratesipolis, wohl im Konsens mit Polyperchon, als unabhängige Herrin über Sikyon und Korinth, bis sie die beiden Städte – gegen den Willen der Besatzung von Akrokorinth – wie auch ihre Truppen 308 v. Chr. an den Herrscher Ägyptens, Ptolemaios I., übergab. Nach einer Anekdote des Biographen Plutarch zog sich Kratesipolis darauf nach Patrai zurück. Dort wollte sie Demetrios Poliorketes zu einer intimen Zusammenkunft besuchen, nachdem er im Frühjahr 307 v. Chr. in Griechenland gelandet war. Das Treffen scheiterte jedoch, nachdem Demetrios am Ort der Zusammenkunft von seinen Feinden überrascht und zu einer hastigen Flucht genötigt wurde. Über Kratesipolis wird danach nichts mehr berichtet.